# Georges Frêche
Pour les articles homonymes, voir Frêche.

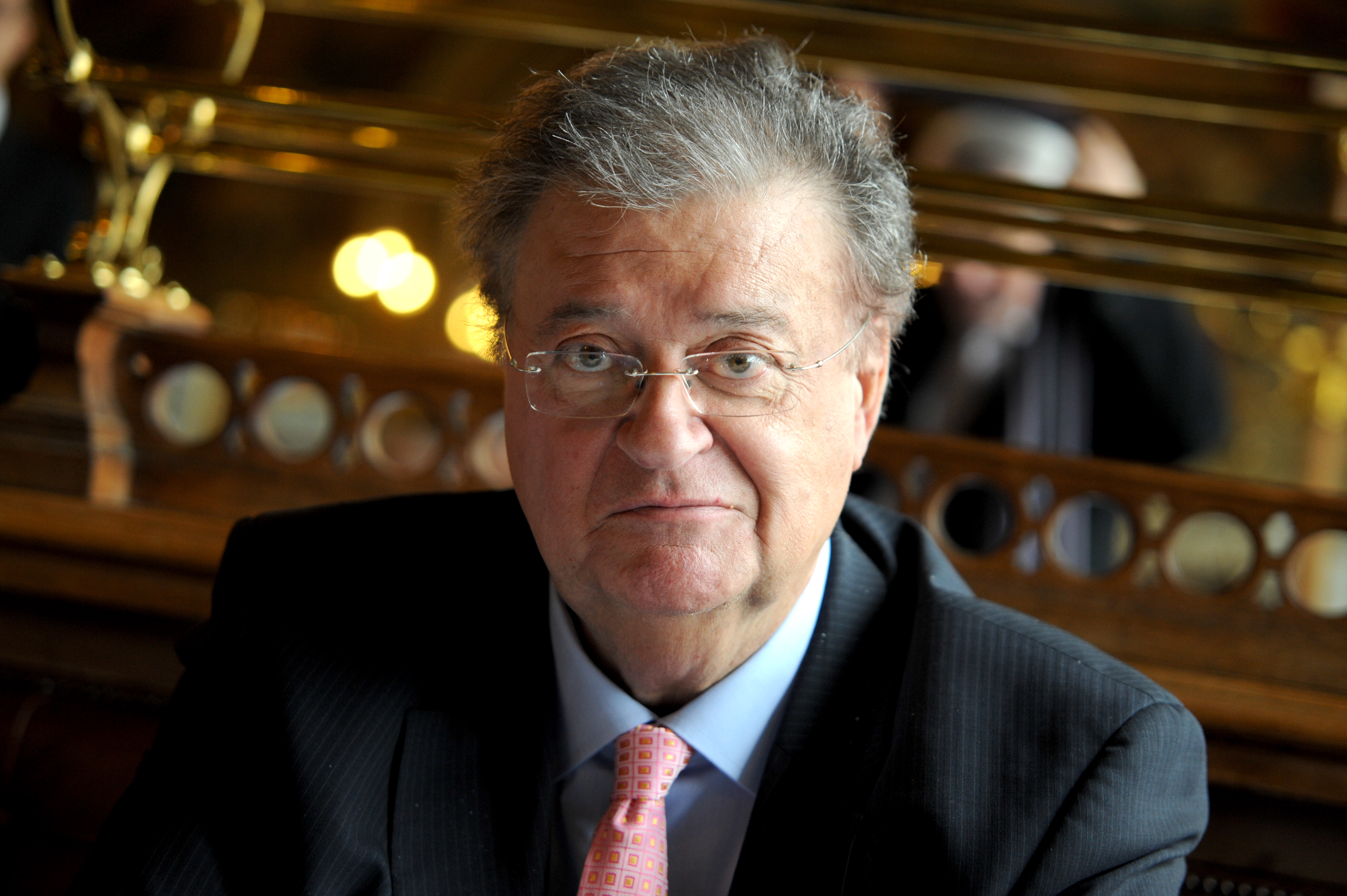
Georges Frêche, le 25 février 2010 à Paris.

Georges Frêche, né le 9 juillet 1938 à Puylaurens (Tarn) et mort le 24 octobre 2010 à Montpellier (Hérault), est un historien du droit et homme politique français.
Agrégé des Facultés de droit, il était professeur honoraire d'histoire du droit à l'université Montpellier 1, après des enseignements de droit romain, d'histoire du droit et des idées politiques à l'UFR Droit et à l'UFR Sciences économiques.
Plusieurs fois député de l'Hérault et maire de Montpellier de 1977 à 2004, il y est connu pour ses réalisations urbaines et son dynamisme politique au niveau local. En France, ses déclarations controversées restent en mémoire. Il préside la communauté d'agglomération de Montpellier à partir de 2002 et le conseil régional de Languedoc-Roussillon à partir de 2004.

## Biographie

### Famille
Il est le fils unique de l'officier Joseph Frêche (né en 1910 à Bethmale) et de Marie-Jeanne Commenges, enseignante et directrice d'école. Son père dirige au sein de la Résistance des maquis du Tarn à la tête des Corps Francs Pommiès et quitte l'armée en 1949 en refusant de combattre en Indochine.[réf. souhaitée] De deux unions, Georges Frêche est le père de cinq filles avec Geneviève Fauré,, sa première épouse : Nathalie, Agnès, Catherine, puis, avec sa seconde épouse Claudine, de Julie et de Marion.
Selon Frêche lui-même, son grand-père paternel s'est enrichi considérablement en vendant en 1914 un terrain (« une colline ») à l’État dans le cadre d'un projet de voie ferrée (la ligne Saint Girons - Toulouse), pour un montant (toujours selon Frêche) de 30 000 francs versés en louis d'or. Malgré cela, dans ses discours, Frêche évoque son propre père comme un misérable « allant pieds nus, portant ses sabots dans son dos »,.
Le goût de Georges Frêche pour les bravades et les exagérations, rend toutefois difficile toute tentative d'apprécier la véracité de ces informations, dont la seule source demeure à ce jour Frêche lui-même.

### Formation
En 1958, il réussit le concours d'entrée d'HEC Paris, après être passé par le collège Stanislas et le lycée Saint-Louis. En parallèle, il suit des enseignements en sciences économiques et sociales à l'École pratique des hautes études (EPHE), des cours d'histoire à la Sorbonne et des cours de droit à Assas. À sa sortie d'HEC, il rejoint la Faculté de droit de Paris et l'Institut de géographie.
Il soutient une thèse de doctorat en histoire (1968), puis en droit (1969). Toujours en 1969, il est reçu 2e à l'agrégation d'histoire du droit.

### Débuts en politique
Lors de ses études à la Faculté de droit de Paris, il milite contre la guerre d'Algérie[réf. nécessaire].
Le 13 février 1962, il fait partie d'un groupe qui tente d'occuper la Faculté. Ce groupe est passé à tabac dans la cour d'honneur de la faculté par les étudiants de la « Corpo de droit », partisans de l'OAS. Ramassés par la police du Ve arrondissement de Paris, nombre de ces étudiants de gauche, parmi lesquels Georges Frêche, se retrouvent quelques heures durant au commissariat du Ve. Son engagement anticolonialiste dure jusqu'à la fin de la guerre d'Algérie.
Il adhère alors à la Fédération des cercles marxistes-léninistes de France, organisation maoïste, en 1964, où il signe Georges Lierre ses articles pour L'Humanité nouvelle. Exclu à l'automne 1965 pour avoir voulu « fomenter une dissidence » contre l'appareil de la FCML, il rejoint un temps le Centre marxiste-léniniste de France issu du « groupe de Clichy », proche de Patrick Prado et Claude Beaulieu. Une fois nommé à la Faculté de Droit de Montpellier en 1969, il s'engage à la SFIO.
C'est à son arrivée à Montpellier pour enseigner à la Faculté de droit qu'il adhère à la SFIO, composée à Montpellier d'une unique section et de quelques adhérents.
Candidat, pour la première fois, à l'élection municipale de 1971 à Montpellier, il est à la tête d'une liste de rassemblement de gauche intitulée G.A.M. (Groupe d'action municipale) fermement opposé à la vocation commerciale du bâtiment Polygone. Cette liste est largement devancée par celle de droite du maire sortant, François Delmas. Ce dernier est élu dès le premier tour en mars 1971, à plus de 7000 voix de d'écart. George Frèche est néanmoins élu au conseil municipal en tant que membre de l'opposition dont il prend la tête jusqu'en 1977.
En mars 1973, Georges Frêche est candidat PS aux élections législatives dans la première circonscription de l'Hérault. Héritier d'une gauche colonialiste, il tente à cette époque de se rapprocher des milieux de l'ancienne Algérie française et rencontre à l'issue du premier tour le candidat battu du Front national, ancien membre de l'OAS, André Troise, qui, sans appeler officiellement à voter pour le socialiste, soutiendra officieusement Georges Frêche, victorieux au second tour.
Selon Jacques Molénat, cette attitude de Frêche avec les nostalgiques de l'Algérie française s'inscrit dans une politique globale envers les rapatriés dans une ville où la communauté Pieds-Noirs est l'une des plus importantes de France (25 000 personnes en 1977 dans la ville), notamment depuis la construction ex nihilo du quartier de La Paillade, initialement destiné à accueillir le flux des nouveaux arrivants par son prédécesseur à la mairie de Montpellier, François Delmas. La prise en compte de ce vote pied-noir serait l'un des éléments de ses victoires successives depuis 1973 et s'explique par un soutien aux associations liées aux pieds-noirs, la construction d'une Maison des rapatriés, le recrutement dans des emplois municipaux, un accès facilité aux logements, la création d'un musée de la France en Algérie, etc.
Ainsi, il prend sur sa liste aux municipales de 1977, Guy Montero, ancien officier de la Légion étrangère condamné pour appartenance à l'OAS, après lui avoir confié son service d'ordre pour ces élections. En 1982, il met en berne tous les drapeaux de la ville quand Claude Cheysson, ministre des Relations extérieures de François Mitterrand, vient s'incliner à Alger devant la tombe des « combattants du FLN ».

### Maire de Montpellier
Élu maire en mars 1977 à la tête d'une liste d'Union de la gauche, avec pour objectif un développement de la ville de Montpellier, il engage celle-ci dans une série de grands travaux. Georges Frêche se targue souvent d'avoir fait exploser la population de la ville, citant par exemple un passage du vingt-cinquième au huitième rang national au cours de son mandat. Mais, en réalité, la plus forte croissance a lieu dans les années 1960, bien avant son premier mandat, à la suite de l'arrivée des Pieds-Noirs et d'IBM : ainsi en 1975, soit deux ans avant son premier mandat, Montpellier était déjà la treizième ville de France avec 191 000 habitants.

#### Les grands projets
On peut citer notamment la création d'un nouveau quartier à la fin des années 1970 : Antigone, par l'architecte Ricardo Bofill, mais aussi de celui du Millénaire, une zone économique, à la fin des années 1980, qui vient prolonger le développement de la ville vers l'est ou encore au centre-ville l'édification du Corum (centre de congrès et opéra).
Les années 1990 voient se construire la piscine olympique, au sein du réseau des médiathèques la « centrale » Émile-Zola, la première ligne de tramway, implantation des UFR des sciences économiques et d'AES sur le campus de Richter (il échoue néanmoins à y faire venir la Faculté de droit qui préfère rester en centre-ville, ce projet, baptisé « Richter », provoquant de plus une forte polémique entre Georges Frêche et le président de l'université Montpellier 1).
Au cours des années 2000, les grands projets continuent : zone ludique et commerciale Odysseum, quartier Nouveau Saint-Roch, deuxième ligne de tramway, chantier du musée Fabre, nouvel hôtel de ville ainsi que le projet campus qui doit profondément remodeler les quartiers autour des universités des sciences et des lettres.
Après son décès en 2010 il laisse plusieurs chantiers à ses successeurs, notamment la construction de la nouvelle gare Sud de France, et son quartier Cambaceres.

#### Une intercommunalité difficile
Au sein du district de Montpellier, des tensions apparaissent avec le maire de Lattes, Michel Vaillat, sur la commune duquel sont implantés deux aménagements polluants de l'agglomération montpelliéraine : la décharge du Thôt et la station d'épuration de la Céreirède. Les relations avec Lattes s'apaisent avec l'élection de Cyril Meunier en 2001 et l'engagement de fermer la décharge en 2006. Cependant, elles se détériorent avec Christian Jeanjean, maire UMP de Palavas-les-Flots.
À la suite de son élection en 2004 à la présidence de la Région Languedoc-Roussillon, il quitte ses fonctions de maire de Montpellier pour cause de cumul des mandats, et désigne Hélène Mandroux pour lui succéder. Il reste président de la communauté d'agglomération de Montpellier aux compétences élargies (loi Chevènement).
Il se consacre, pour l'agglomération, aux projets de deuxième ligne de tramway et au parc d'activités d'Odysseum. Il a aussi pour objectif d'agrandir la communauté en gagnant d'autres communes pour pouvoir atteindre le seuil de population de 500 000 habitants permettant la transformation en communauté urbaine. Le premier élargissement à l'issue de la transformation du district en communauté d'agglomération a pour effet de faire venir Montpellier jusqu'à la mer. C'est aussi une manière de compenser le départ de plusieurs communes dont Palavas-les-Flots. Pour y arriver, deux possibilités : aller à l'est vers Lunel, ou vers l'ouest avec Sète et Frontignan. La deuxième option est finalement validée. En 2005, Georges Frêche tente une fusion entre les communautés d'agglomération de Montpellier, celle de Sète, et la communauté de communes de Mèze, mais ce projet n'aboutit pas, faute d'unanimité.
Du point de vue de l'intercommunalité, le bilan de Georges Frêche est nuancé. S'il parvient à doter Montpellier d'une communauté d'agglomération puissante et active par transformation du district urbain créé en 1965, il ne réussit en revanche pas à calmer le mécontentement des communes alentour. Les discours de rejet de l'agglomération dans les communes périphériques insistent sur la personnalité hégémonique de Georges Frêche. L'agglomération est devenue plus puissante grâce à des compétences élargies (culture, développement économique), mais elle est amputée de son littoral par le départ de Palavas-les-Flots et le refus de Mauguio comme de La Grande-Motte, communes membres de la communauté de communes du Pays de l'Or, d'intégrer la communauté.
Si les maires se montrent réticents à intégrer la communauté d'agglomération de Montpellier, les populations ne seraient pas du même avis. C'est du moins le résultat d'un sondage Sofres commandé par la Communauté d'agglomération Montpellier Agglomération, réalisé auprès des populations du Pays de l'Or, de Lunel, du Pic Saint-Loup et de Ceps et Sylves, et présenté le 21 octobre 2008. Dans ce sondage, 58 % des habitants du Pays de l'Or, qui regroupe notamment La Grande-Motte, Palavas, Mauguio-Carnon, et 60 % des habitants du Pays de Lunel se disent favorables à un « rapprochement » (le terme « fusion » n'était pas proposé) entre sept structures intercommunales dont l'agglomération de Montpellier. Ce sondage est abondamment exploité.

### Conseil régional de Languedoc-Roussillon

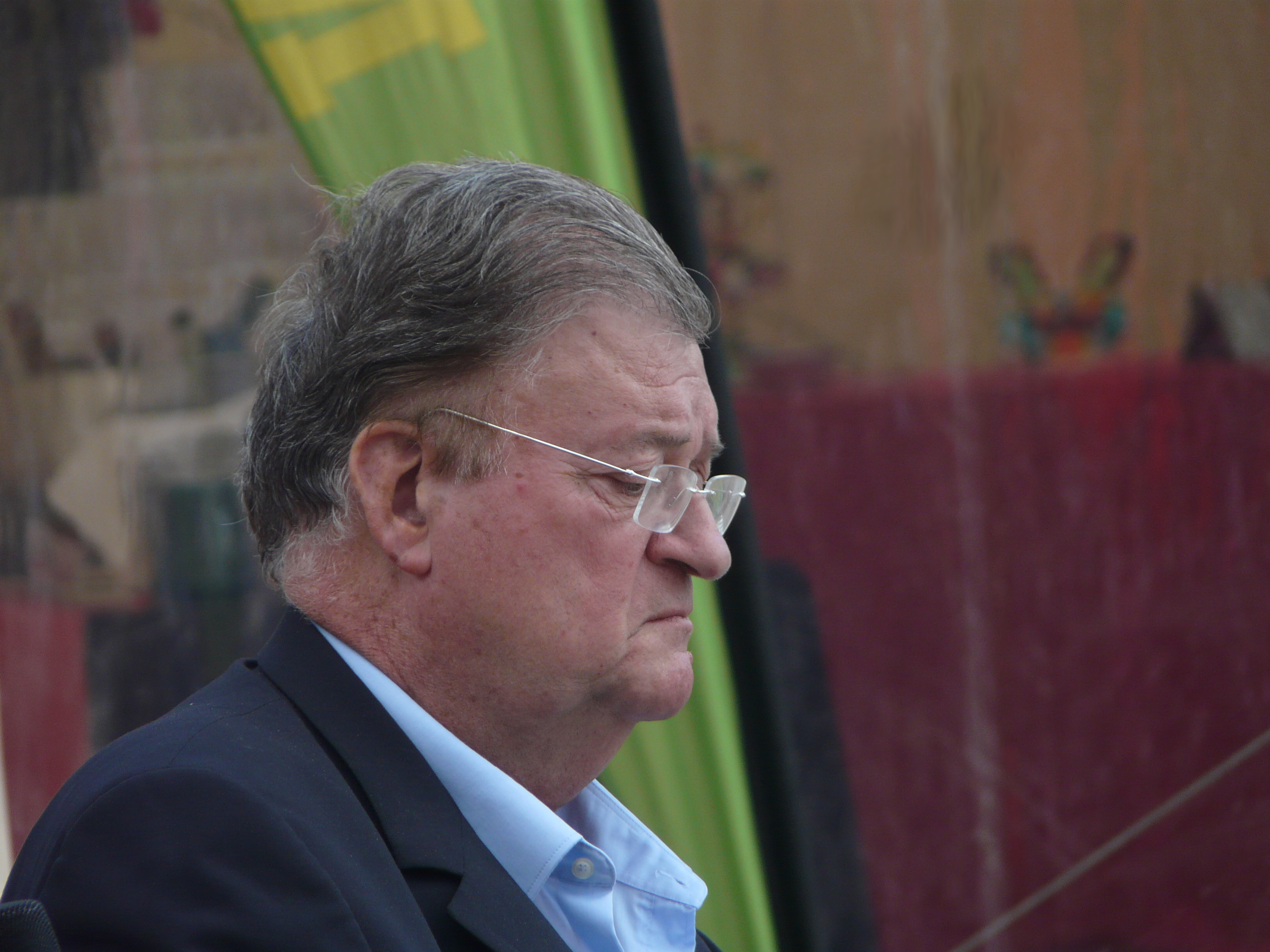
Georges Frêche, le 18 septembre 2008.

Au niveau régional, sa carrière politique est marquée par une opposition conflictuelle avec Jacques Blanc (UDF, puis UMP), président du conseil régional du Languedoc-Roussillon. Georges Frêche échoue à devenir président de Région en 1998 après l'alliance entre les conseillers régionaux de droite et ceux du Front national lors de l'élection du président du conseil régional, Jacques Blanc. Cependant, en mars 2004, sa liste d'union de la gauche arrive en tête du second tour de l'élection régionale en Languedoc-Roussillon.
Des conflits avec l'opposition régionale de droite éclatent rapidement, à propos d'annulations de subventions et de la volonté de Georges Frêche d'ajouter le nom de la région historique Septimanie au nom de la région. Le 14 avril 2005, à la suite du rejet populaire du terme Septimanie pour rebaptiser la région, il transforme le projet en marque commerciale « Septimanie, la griffe du soleil », et lance une grande campagne publicitaire pour promouvoir ce nom et les produits de la région. Il annonce renoncer définitivement, le 23 septembre suivant, à rebaptiser la région car « 95 % des gens sont pris d'un fol amour pour le [nom] Languedoc-Roussillon ». Il lance alors une marque ombrelle « Sud de France » pour promouvoir les produits agroalimentaires, les fruits et légumes et les vins de Languedoc-Roussillon au niveau national et à l'international, qui rencontre le succès, mais le poids de cette « surcommunication », grévant en 2009 10 % du budget régional selon l'opposition, est contesté.
Pour cette nouvelle politique régionale, Georges Frêche a décidé d'augmenter de 80 % le taux de la taxe sur le foncier bâti et de la taxe professionnelle la première année, pour pouvoir lever un budget de 765 millions d'euros (contre 554 millions en 2004) destiné à financer une rénovation des trains régionaux, entretenir ou construire des lycées, consolider les digues du Rhône qui ont montré leurs faiblesses pendant l'hiver 2003, aider au financement des logements sociaux et étudiants, et aider les personnes âgées et handicapées. Au sujet de l'augmentation de la fiscalité locale, il répond : « n'est-ce pas le B-A-BA de la politique ? Deux ans d'impopularité, deux ans de calme, deux ans favorables avec des fleurs et des petits oiseaux, et vous êtes réélu : tout cela est d'une facilité déconcertante ». Le taux d'évolution moyen des impôts régionaux en Languedoc-Roussillon affiche la plus forte hausse au niveau national, à hauteur de 90 % entre son arrivée à la tête de l'exécutif régional et 2009.
Les premières décisions votées par le conseil régional sont : 
- la gratuité des livres et des équipements pour tous les lycéens et les apprentis ;
- la revalorisation des indemnités des stagiaires ;
- le lancement d'une politique à destination de la jeunesse (forums Septimania 15-25 ans dans les grandes villes de la région, portail internet, conseil régional de la jeunesse)[27].

Durant son premier mandat, le conseil régional construit cinq lycées et en lance trois autres, modernise le réseau des TER, inscrit l'université de Montpellier dans le plan Campus des pôles d'excellence internationale, et cofinance le contournement de Nîmes et de Montpellier par la LGV Méditerranée.
En 2007, avec la présidence de la Communauté de travail des Pyrénées (CTP), il participe à de nombreux sommets européens, notamment à Saragosse, où il s'affiche comme un porte-parole du Sud de la France.
L'année suivante, la Région Languedoc-Roussillon soutient la réussite du projet national campus pour les universités de Montpellier, la création d'Aqua Domitia, réseau hydraulique régional, le financement de la ligne à grande vitesse Perpignan-Nîmes.
La liste qu'il conduit, bien que n'ayant pas l'appui du Parti socialiste, l'emporte à l'issue du second tour de l'élection régionale de 2010 en Languedoc-Roussillon, avec 54,19 % des voix et 44 sièges sur les 67 à pourvoir (13 reviennent à l'UMP et 10 au FN).

### Relations avec le Parti socialiste
Membre du Parti socialiste (PS) depuis sa création, Georges Frêche a souvent été en opposition avec les dirigeants du parti. Il n'a jamais été ministre, selon lui parce qu'il était contre les financements du parti par Urba-Gracco, et les liens entre François Mitterrand et René Bousquet. Le différend est en réalité plus ancien puisque, dès le congrès d'Épinay en 1971, Mitterrand l'avait mis à l'écart. Sa démarche pouvait être taxée d'opportunisme car il avait été maoïste de 1962 à 1967 et fait un voyage en Chine durant cette période. Dans un livre publié lorsque François Mitterrand était encore président de la République, La France ligotée, Georges Frêche s'attaque vigoureusement à ce dernier. Il reste pourtant membre du bureau national et du conseil national du PS jusqu'en 2006.
Pendant la campagne présidentielle de 2002, il fait partie des rares à affirmer au candidat Lionel Jospin que son programme n'est pas compréhensible pour les électeurs, et qu'il doit s'adresser aux ouvriers, mot que Jospin se refuse à employer. L'année suivante, sort son livre Les éléphants se trompent énormément, critique acerbe des « éléphants » (dirigeants) du Parti socialiste.
Après avoir qualifié des harkis membres d'une association proche de l'UMP de « sous-hommes » et, plus tard, évoqué la proportion élevée de noirs au sein de l'équipe de France de football, il est exclu du Parti socialiste le 27 janvier 2007 par la commission nationale des conflits, qui estime ses propos « non compatibles avec les valeurs d'égalité et de respect des droits humains » que revendique ce parti.
Selon ses détracteurs — dont certains du PS —, durant ses presque trente ans de gestion du PS de l'Hérault, Georges Frêche s'est appliqué à éliminer tous ceux qui pouvaient lui faire de l'ombre et ne garder que ceux qui lui restent soumis. En novembre 2008, bien qu'il soit hors du Parti socialiste, il démontre son influence sur les fédérations du Languedoc-Roussillon, en particulier celle de l'Hérault : principal soutien de la motion E dont Ségolène Royal est la principale signataire, il se révèle être un incontournable soutien pour l'accès aux postes de la direction nationale et en particulier le poste de premier secrétaire du Parti socialiste.
À la suite de ses déclarations sur Laurent Fabius (voir infra), la première secrétaire Martine Aubry demande à Hélène Mandroux, maire socialiste de Montpellier, de constituer une liste rassemblant des socialistes et des écologistes pour l'élection régionale de 2010 en Languedoc-Roussillon, ce que celle-ci accepte. La liste menée par Georges Frêche (34,28 %) arrive cependant largement devant celle d'Hélène Mandroux (7,74 %), qui ne peut se maintenir au second tour, le 14 mars 2010.

### Mort et obsèques
De retour d'une mission économique de trois semaines en Bulgarie, en Crimée et en Chine, Georges Frêche meurt des suites d'une crise cardiaque le 24 octobre 2010, dans son appartement de fonction de l'Hôtel de Région, à Montpellier,.
Les hommages qui lui sont rendus sont multiples et quelquefois nuancés.
À gauche, la direction du PS préfère retenir ses réalisations à Montpellier et au conseil régional plutôt que ses dérapages verbaux, en saluant « un grand élu visionnaire ». Martine Aubry parle « d'un homme courageux et engagé, au-delà des désaccords » qu'ils ont « pu avoir », tandis que François Hollande rend hommage à « un caractère, un homme qui avait une vision ». Daniel Cohn-Bendit se montre plus critique en évoquant « un politique qui avait une manière d'agir et de faire qui était exécrable ». L'adjoint au maire de Paris, Christophe Girard, se dit « pas particulièrement attristé » par le décès d'un « homme cultivé, un très fin politique, mais sans aucune morale ».
Au centre, François Bayrou se souvient d'un homme « chaleureux et truculent » mais aussi d'un « provocateur qui n'hésitait jamais à transgresser, à choquer », tandis qu'à droite la direction de l'UMP se dit « convaincue que ses nombreux dérapages auront du mal à s'effacer de nos souvenirs ».
À noter aussi l'hommage du Conseil représentatif des institutions juives de France (CRIF) : « Georges Frêche était de tous les combats pour la coopération franco-israélienne. […] Très tôt, il avait compris et soutenu l'État d'Israël et sa demande de sécurité, dans le cadre de deux États, israélien et palestinien, vivant en paix côte à côte »,. Le Mouvement contre le racisme et pour l'amitié entre les peuples (MRAP) estime cependant que Georges Frêche a « commis dans sa carrière des actes d'une extrême gravité » et dénonce un « bal des hypocrites », s'étonnant de « certaines réactions […] en décalage avec l'éthique politique ».
Ses obsèques ont lieu dans la matinée du 27 octobre 2010, à la cathédrale Saint-Pierre de Montpellier, où près de 5 000 personnes sont venues lui rendre un dernier hommage. Plusieurs dizaines d'élus du Languedoc-Roussillon, de la majorité comme de l'opposition comme son ancien rival de toujours et prédécesseur à la présidence de la région, le sénateur lozérien Jacques Blanc, étaient présents, mais aussi des personnalités du Parti socialiste. Les présidents des conseils régionaux d'Aquitaine, de Midi-Pyrénées et de PACA, Alain Rousset, Martin Malvy et Michel Vauzelle, son ancienne rivale Hélène Mandroux, le numéro deux du PS Harlem Désir, le sénateur et maire de Lyon Gérard Collomb, ainsi que  le représentant en France du gouvernement catalan, Apeŀles Carod-Rovira, avaient notamment fait le déplacement. Ses amis, l'acteur Gérard Depardieu et Louis Nicollin, le président du club de foot du Montpellier Hérault Sport Club, étaient également présents. Georges Frêche fut ensuite inhumé « dans la plus stricte intimité », dans le caveau familial du cimetière de son village natal de Puylaurens, dans le Tarn,.

## Détail des mandats et fonctions
À l'Assemblée nationale
- 2 avril 1973 - 1er avril 1978 ; 2 juillet 1981 - 1er avril 1986 : député de la première circonscription de l'Hérault
- 2 avril 1986 - 14 mai 1988 : député de l'Hérault (élu au scrutin proportionnel)
- 23 juin 1988 - 1er avril 1993 : député de la quatrième circonscription de l'Hérault
- 12 juin 1997 - 18 juin 2002 : député de la deuxième circonscription de l'Hérault

Au niveau local
- 1973 - 2010 : conseiller régional de Languedoc-Roussillon
  - 1973 - 1986 : vice-président du conseil régional de Languedoc-Roussillon
  - 2004 - 2010 : président du conseil régional
- 1971 - 1977 : conseiller municipal de Montpellier
- 1977 - 2004 : maire de Montpellier
- 1977 - 2001 : président du District de Montpellier
- 2001 - 2010 : président de la communauté d'agglomération Montpellier Agglomération

## Controverses
Georges Frêche laisse rarement indifférent, entre ses réalisations concrètes, sa façon de prendre des décisions et ses propos tantôt outranciers, tantôt jaurésiens. Parfois surnommé le « Le Pen de gauche », il a, selon Jacques Molénat, « l'art d'embrasser au gré des publics tout le kaléidoscope idéologique de l'Hexagone. Il est capable de tenir ici un discours révolutionnaire, là gaulliste, ailleurs libéral, jaurésien et même lepéniste, dans le sillage, pour cette dernière variante, de son adhésion profonde à la cause pied-noir ».
Georges Frêche a une habitude de la recherche du bon mot cynique en public. Il commente la vie politique régionale et nationale sur le même ton lors des réunions des conseils élus. Ces séances sont plus souvent animées de polémiques avec l'opposition que de débats sur les questions délibérées.
Un documentaire, intitulé Le Président et sorti au cinéma le 15 décembre 2010, filme sa campagne électorale pendant les six mois précédant sa réélection comme président du Conseil régional de Languedoc Roussillon.

### Propos sur les harkis
Le 11 février 2006, à l'occasion d'un dépôt de gerbe devant la stèle de Jacques Roseau, porte-parole d'un mouvement pied-noir assassiné en 1993, il est pris à partie par un groupe de harkis récemment passé à l'UMP.
Les propos de Georges Frêche lors de cette altercation, au cours de laquelle on l'entend traiter ces harkis de « sous-hommes », sont repris dans un document largement diffusé par les médias. Le discours était enregistré par un journaliste de L'Hérault du Jour, aux côtés de Jack Lang, qui affirme n'avoir « pas entendu » ces propos. Cette polémique intervient dans un double contexte de débat au niveau national sur la loi française du 23 février 2005 (dont Georges Frêche a pris la défense) et au niveau local l'élection cantonale partielle du sixième canton dans lequel l'électorat « rapatrié » et, à moindre titre harki, est déterminante.
Georges Frêche a par la suite présenté ses excuses tandis que ces propos sont condamnés dans sa propre majorité (avec laquelle il entretient depuis longtemps une relation tendue), par Maryse Arditi (Les Verts) et Jean-Claude Gayssot (PCF), qui démissionne de la vice-présidence du conseil régional. Jean-Claude Gayssot retire ensuite sa démission à la suite des explications fournies par Georges Frêche.
Le 28 février 2006, François Hollande, premier secrétaire du Parti socialiste, le suspend des instances nationales du parti en attendant son passage devant la commission nationale des conflits.
Mis en examen en mars 2006 pour injures à caractère racial, il est relaxé le 13 septembre 2007 en appel, la Cour d'appel estimant que « les propos ne s'adressaient d'aucune manière à la communauté harkie mais à deux individus ».

### Mise en cause des forces de l'ordre
En novembre 2005, lors de l'inauguration d'une médiathèque de Montpellier, il se demande si ce ne sont pas « les flics qui, comme en mai 68, mettent le feu aux bagnoles ». Le ministre de l'Intérieur d'alors, Nicolas Sarkozy, le poursuit pour cette déclaration, et saisit le ministre de la Justice afin qu'il engage les poursuites. Georges Frêche le qualifie de « grand mamamouchi aux talons compensés ».
Georges Frêche est relaxé en première instance par le tribunal correctionnel de Montpellier. Mais le parquet ayant fait appel, et requis en première instance une amende de 5 000 euros, il est condamné le 11 septembre 2007 par la Cour d'appel de Montpellier à une amende de 1 500 euros pour diffamation à l'encontre de la police. L'arrêt de la cour d'appel est cassé sans renvoi le 17 juin 2008, la cour d'appel ayant à tort condamné Georges Frêche, pour diffamation envers une administration publique, sur la base de propos autres que ceux figurant dans le réquisitoire introductif,.

### Équipe de France de football
En novembre 2006, il déclare à propos de l'équipe de France de football : « Dans cette équipe, il y a neuf Blacks sur onze. La normalité serait qu'il y en ait trois ou quatre. Ce serait le reflet de la société. Mais là, s'il y en a autant, c'est parce que les Blancs sont nuls. J'ai honte pour ce pays. Bientôt, il y aura onze Blacks. Quand je vois certaines équipes de foot, ça me fait de la peine. »
Invité dans l'émission On n'est pas couché du 17 novembre 2007, il assure devant la secrétaire d'État Rama Yade qu'il voulait « attirer l'attention sur le fait qu'il y a d'autres moyens de s'en sortir », et insistant sur les formations que proposent ce qu'il appelle les lycées de la seconde chance. Selon lui, il a été victime d'un lynchage médiatique « des médias de gauche » qui ont isolé une phrase dans son discours, affirmant : « Je suis un vieux modèle de l'époque de Mitterrand. Il me faut plusieurs phrases pour m'exprimer, et dans la société dans laquelle on vit, il faut être synthétique, tout dire en une phrase ou deux ».

### Statues à Montpellier

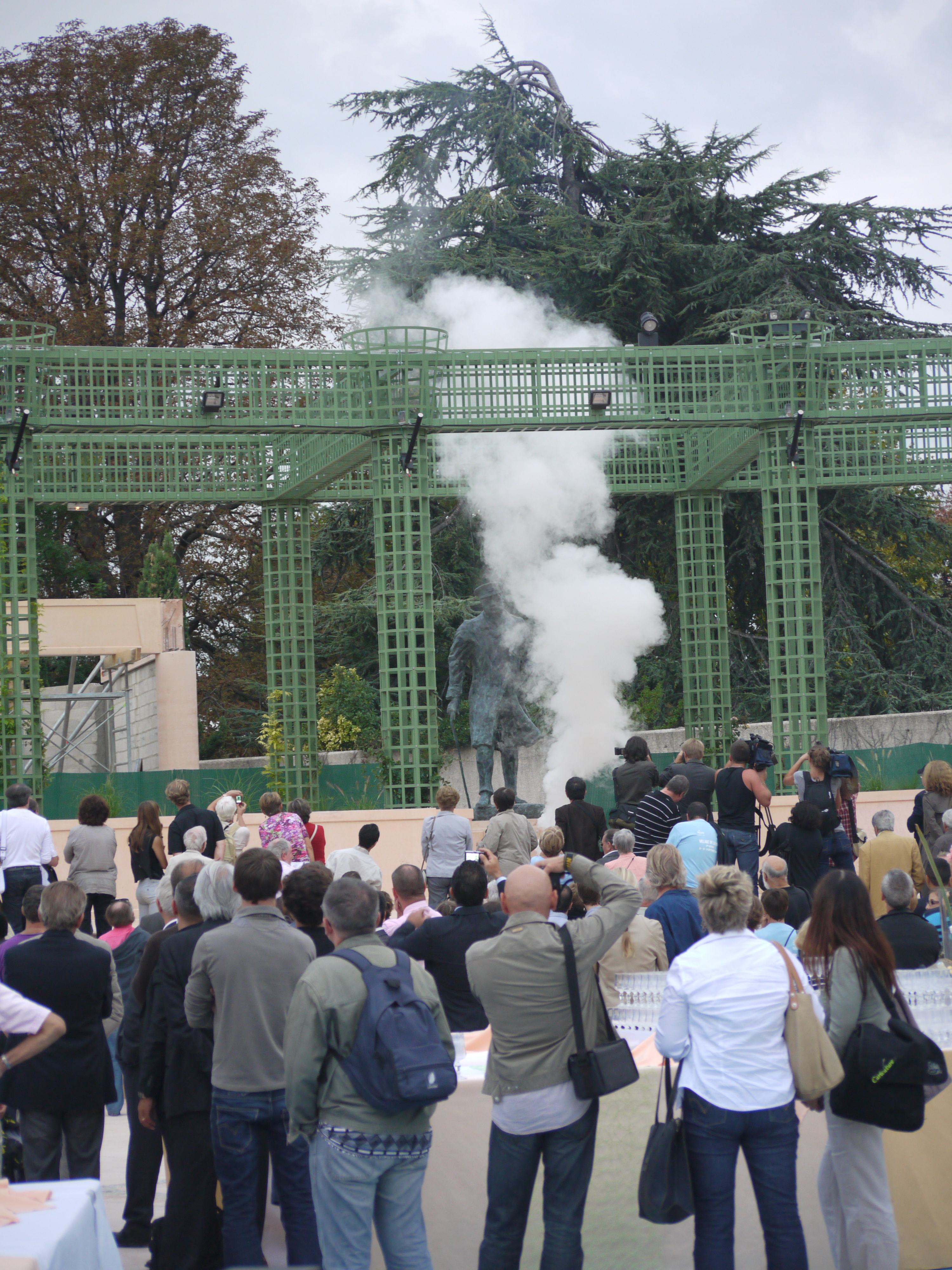
Inauguration de la statue de Winston Churchill sur la place du XXe-Siècle de Montpellier, le 17 septembre 2010.

Le 16 janvier 2008, Georges Frêche crée à nouveau une polémique en déclarant vouloir racheter une statue de Lénine et la faire ériger sur une des places de Montpellier, après les élections municipales. Il justifie sa position par la « dépolitisation de la société » et déclare : « L'installation d'une telle statue va-t-elle interpeller la jeunesse sur l'histoire politique ? Et peut-être qu'un jour, nous aurons aussi à Montpellier une statue de Mao. Et puis celle du général de Gaulle ».
Deux ans plus tard, le 17 septembre 2010, il inaugure les statues de Lénine, de Gaulle, ainsi que celles de Winston Churchill, Franklin Delano Roosevelt et Jean Jaurès, sur une place baptisée « place du XXe-Siècle », qui devait à l'origine accueillir une salle de spectacle qui aurait dû être vendue 3 millions d'euros à des opérateurs privés. Devraient s'ensuivre celles de Mao Zedong, Golda Meir, Nelson Mandela, Gamal Abdel Nasser et Gandhi fin 2011-début 2012. L'opposition de droite dénonce le coût de cette opération (1 810 000 euros provenant de la communauté d'agglomération), tandis que Les Verts menacent de déboulonner les statues.
Son successeur à la région, Christian Bourquin, commande une statue de bronze à 80 000 € à l'effigie de Georges Frêche, positionnée à l'entrée du lycée hôtelier Georges-Frêche dans le quartier Odysseum.

### Propos sur Laurent Fabius
Une nouvelle polémique éclate fin janvier 2010, à la suite des propos qu'il a tenus, le 22 décembre 2009, en réponse à Laurent Fabius qui, deux jours avant, dans l'émission C Politique sur France 5, avait déclaré qu'il ne serait pas sûr de voter Frêche s'il était Languedocien. Lors du Conseil de la communauté d'agglomération de Montpellier du 22 décembre 2009, Georges Frêche rétorque : « Si j'étais en Haute-Normandie, je ne sais pas si je voterais Fabius. Je m'interrogerais. Ce mec me pose problème. Il a une tronche pas catholique. Mais ça fait rien, peut-être que je voterais pour lui, mais j'y réfléchirais à deux fois ». Le seul enregistrement disponible de ces propos a été diffusé le 28 janvier 2010 sur le site Montpellier journal.
Le 28 janvier 2010, Georges Frêche adresse une lettre à Laurent Fabius, l'assurant que l'expression « tronche pas catholique » qu'il lui a appliquée, n'avait pas de « connotation religieuse » (la famille de Laurent Fabius est d'origine juive ashkénaze), tout en ajoutant : « Tu connais depuis longtemps mon amitié pour Israël. L'action que j'ai conduite en faveur de la communauté juive en porte le témoignage ». La veille, dans une interview, il précisait : « L'expression que j'ai utilisée signifie ne pas avoir confiance en quelqu'un et cela fait 25 ans que je me méfie de Laurent Fabius ». À la suite de ces propos, Georges Frêche est soupçonné d'antisémitisme, ce dont il se défend, et une liste conduite par Hélène Mandroux est constituée en vue des élections régionales sous l'impulsion de Martine Aubry, alors première secrétaire du Parti Socialiste.

### Qualification de ses électeurs
En 2010, il reçoit le prix spécial du jury du Prix de l'humour politique pour avoir déclaré devant une assemblée d'étudiants : « Des gens intelligents, il y en a 5 à 6 % ; moi je fais campagne auprès des cons ».
Il reprend cette idée dans le documentaire Le Président, réalisé par Yves Jeuland, qui a suivi Frêche durant les six derniers mois de la campagne régionale de 2010. Aux côtés de ses directeurs de cabinet et de communication, ainsi que de Jean-Pierre Elkabbach, Georges Frêche déclare : « Dans ma carrière, j'ai fait trois campagnes intelligentes où je parlais aux gens d'emploi, d'économie, d'investissements, et je les ai perdues. Et j'ai fait vingt-sept campagnes rigolotes, à raconter des blagues de cul, et je les ai toutes gagnées. »

### Qualification du pape Jean-Paul II
Selon certains, il aurait dit que le pape Jean-Paul II était un « abruti », chose que Georges Frêche conteste.

## Ouvrages
- Les Prix des grains, des vins et des légumes à Toulouse (1486-1863), extraits des Mercuriales, suivie d'une bibliographie d'histoire des prix / par Georges et Genevieve Frêche. Paris : Presses universitaires de France, 1967, 179 p. (Travaux et recherches de la Faculté de droit et des sciences économiques de Paris. Série Sciences historiques ; no 10).
- Toulouse et la région Midi-Pyrénées au siècle des Lumières vers 1670-1789. Paris : Cujas, 1974, 1000 p.  (ISBN 2-254-76612-0)
- La France ligotée. Paris : Belfond, 1990.  (ISBN 2-7144-2590-9)
- Puylaurens : une ville huguenote en Languedoc. La vie économique, sociale et religieuse dans le Pays de Lavaur (1598-1815). Toulouse : Privat, 2001, 335 p. (Bibliothèque historique Privat).  (ISBN 2-7089-5608-6)
- Les Éléphants se trompent énormément / avec la collab. de Philippe Lapousterle. Paris : Balland, 2003, 205 p.  (ISBN 2-7158-1452-6)
- Montpellier, la longue marche 1970-2020. Portet-sur-Garonne : Empreinte, 2005, 139 p.  (ISBN 2-913319-40-8)
- Il faut saborder le PS : on ne met pas du vin nouveau dans de vieilles outres / conversations avec Alain Rollat. Paris : Éd. du Seuil, 2007, 247 p.  (ISBN 978-2-02-096927-7)
- Trêve de balivernes : pour en finir avec l'hypocrisie : un discours pas très catholique. Paris : Éditions Héloïse d'Ormesson, 2010, 125 p.  (ISBN 978-2-35087-143-1)
- Frêche : « je vous l'avais bien dit » : 30 ans d'entretiens avec "La Gazette" (préf. Frantz-Olivier Giesbert), Perpignan, Talaia, 2012, 310 p.  (ISBN 978-2-917859-29-2)  — ouvrage posthume.

## Prix
- Prix Broquette-Gonin 1976[65].

### Documentaire «Le Président»
Le réalisateur Yves Jeuland a réalisé un documentaire sur la dernière campagne électorale de Georges Frêche, intitulé Le Président et sorti le 15 décembre 2010.